# Koppa
Das Koppa oder Qoppa (griechisches Neutrum κόππα; Majuskel Ϙ/Ϟ, Minuskel ϙ/ϟ) ist ein Buchstabe, der ursprünglich im griechischen Alphabet enthalten war und den Lautwert /k/ hatte. Er wurde früh abgeschafft und nach dem milesischen System für den Zahlwert 90 verwendet. Für das Zahlzeichen wird heute die alternative Glyphe ϟ verwendet. Vom griechischen Koppa stammt das lateinische Q ab.

## Ursprung und Verwendung als Buchstabe

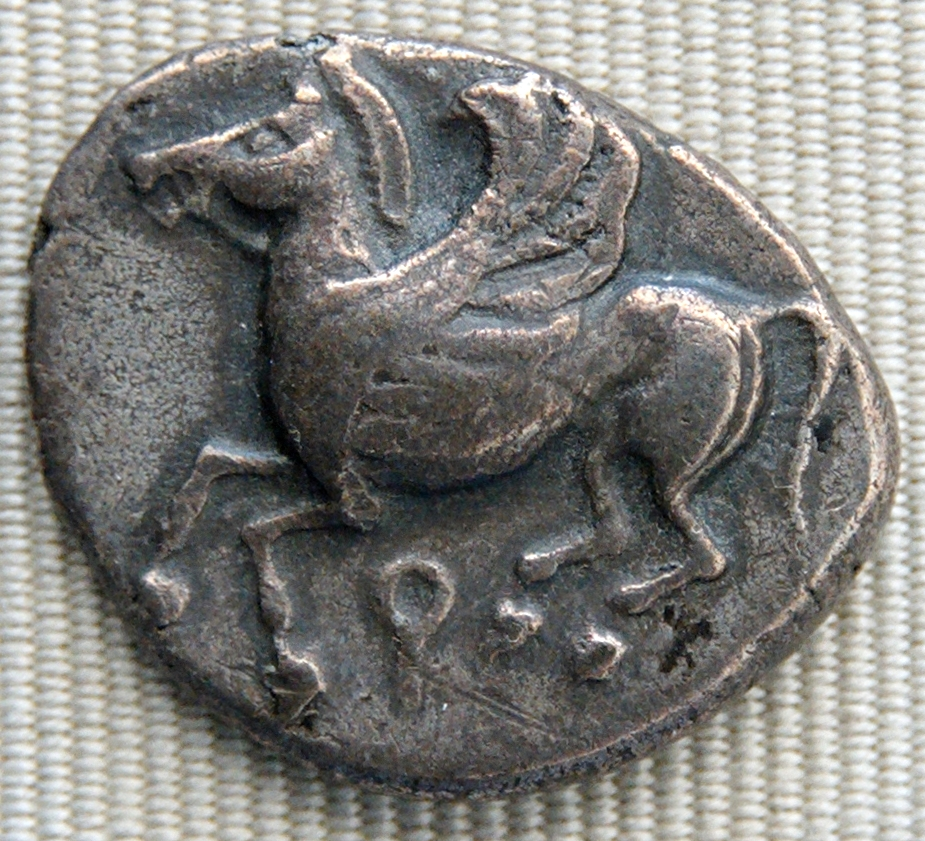
Auf diesem Stater steht unter dem Pegasus ein Koppa als Münzzeichen Korinths

In der phönizischen Sprache gab es zwei k-Laute, das velare [k] und das uvulare (in der Kehle gesprochene) [q]. Die beiden Phoneme wurden mit einem jeweils eigenen Buchstaben, dem Kaph und dem Qoph wiedergegeben. Als die Griechen das phönizische Alphabet übernahmen, behielten sie die beiden Buchstaben als Kappa und Koppa bei, obwohl die griechische Sprache nur ein Phonem /k/ besaß. In der alphabetischen Reihenfolge stand das Koppa an der gleichen Stelle wie das Qoph im phönizischen Alphabet, nämlich zwischen Pi und Rho.
Wie in jeder Sprache klang auch im Griechischen das /k/ vor Hintervokalen wie o- und u-Lauten durch Koartikulationseffekte etwas dunkler als vor Vordervokalen. Weil dieses leicht kehlige Allophon des /k/ vor ebenjenen o- und u-Lauten im Klang an das phönizische /q/ erinnerte, schrieb man in diesem Kontext Koppa, während man vor den übrigen Vokalen Kappa benutzte. Korinth schrieb sich zum Beispiel mit Koppa als Ϙόρινθος Qorinthos. Daher trugen auch korinthische Münzen ein Koppa als Münzzeichen der Stadt.
Weil Kappa und Koppa aber nur stellungsbedingte Varianten bezeichneten, erwiesen sich zwei Buchstaben für ein Phonem bald als redundant. Als im Jahr 403 v. Chr. das ionische Alphabet der Stadt Milet in Athen eingeführt wurde, entledigte man sich des Koppas und ersetzte es durch das Kappa. Durch die Vormachtstellung Athens wurde das milesische Alphabet zur Standardvariante der griechischen Schrift, weshalb das Koppa im klassischen und modernen Griechisch unbekannt ist.

## Verwendung als Brandzeichen
Neben San und dem Bukephalos-Symbol wurde das Qoppa als Brandzeichen für Pferde verwendet. Ein Pferd mit einem auf dem Schenkel eingebrannten Koppa wurde als κοππατίας (koppatías) oder κοππαφόρος (koppaphóros, wörtlich „ein Koppa tragend“) bezeichnet. Erwähnt wird ein solches Pferd z. B. in der Komödie Die Wolken von Aristophanes.

## Verwendung in der Musik
In Notationen für Saiteninstrumente wird das Koppa als Symbol für den Daumen der Griffhand verwendet, der dort im Gegensatz zu den übrigen vier Fingern selten zum Einsatz kommt.

## Verwendung als Zahlzeichen
Weil sich das Koppa im System der griechischen Zahlzeichen, das den Buchstaben des Alphabets fortlaufende Zahlwerte zuordnete, nicht ersetzen ließ, blieb es als Zahlzeichen für 90 erhalten. In Griechenland werden die griechischen Zahlzeichen, ähnlich wie die römischen Zahlen im Westen, nach wie vor vielfach für Ordinalzahlen verwendet, sodass das Koppa auf diese Weise noch heute Verwendung findet. Für das Zahlzeichen wird aber heute eine spezielle Glyphe ϟ, das sogenannte „numerische Koppa“, verwendet. Dieses hat sich im Laufe der Zeit aus dem Ϙ über die unziale Variante Ҁ entwickelt.

## Weiterentwicklungen
Als die Etrusker das griechische Alphabet übernahmen, war das Koppa noch in Gebrauch und wurde so auch in das altitalische Alphabet übernommen. Entsprechend der griechischen Praxis benutzten die Etrusker das Q für den k-Laut vor [u] (einen o-Laut gab es im Etruskischen nicht), K vor [a] und das aus dem griechischen Gamma hervorgegangene C (das Etruskische kannte keine stimmhaften Konsonanten) vor [e] und [i].
Über die etruskische Vermittlung gelangte das Q auch in das lateinische Alphabet. Anfangs folgte man der etruskischen Praxis und schrieb z. B. pequnia für pecunia („Geld“). Später ging man dazu über, das /k/ nur noch mit C zu schreiben. Das Q blieb aber in der Kombination QV (= QU) für den Laut [kʷ], der im Lateinischen ein eigenes Phonem darstellte, erhalten. Dadurch konnte beispielsweise qui [kʷiː] („wer“) von cui ['kui] („wem“) unterschieden werden.
Bis heute hat sich der Digraph QU in vielen mit dem lateinischen Alphabet geschriebenen Sprachen für die Laute [kv] (deutsch Quelle), [kw] (englisch question) oder [k] (französisch qui, spanisch que) erhalten.
Das Koppa als Zahlzeichen wurde als Koppa (Ҁ, ҁ) in die Frühform des kyrillischen Alphabets und als 𐍁 in das gotische Alphabet übernommen. Dort hatte es keinen Lautwert, sondern nur noch den numerischen Wert 90.

## Darstellung auf dem Computer
In Unicode sind seit der Version 3.2 beide Glyphen im Unicodeblock Griechisch und Koptisch kodiert:
| Beschreibung                    | Zeichen | Unicode Position | Unicode Bezeichnung              | HTML   | UTF-8 |
| ------------------------------- | ------- | ---------------- | -------------------------------- | ------ | ----- |
| Alphabetisches Koppa (Majuskel) | Ϙ       | U+03D8           | GREEK LETTER ARCHAIC KOPPA       | &#984; | CF98  |
| Alphabetisches Koppa (Minuskel) | ϙ       | U+03D9           | GREEK SMALL LETTER ARCHAIC KOPPA | &#985; | CF99  |
| Numerisches Koppa (Majuskel)    | Ϟ       | U+03DE           | GREEK LETTER KOPPA               | &#990; | CF9E  |
| Numerisches Koppa (Minuskel)    | ϟ       | U+03DF           | GREEK SMALL LETTER KOPPA         | &#991; | CF9F  |